# 阿纳加德 (北达科他州)
阿纳加德（英語：Arnegard），是美国北达科他州下属的一座城市。根据2010年美国人口普查，该市有人口115人。